# Canberra International Tennis 2018
Il Canberra International Tennis 2018 è stato un torneo maschile e femminile di tennis professionistico. È la 4ª edizione del torneo maschile, facente parte della categoria Challenger 125 nell'ambito dell'ATP Challenger Tour 2018, con un montepremi di 75000 $. È la 4ª edizione del torneo femminile, facente parte della categoria ITF Women's Circuit nell'ambito del ITF Women's Circuit 2018, con un montepremi di 60000 $. Si è giocato dal 29 ottobre al 4 novembre sui campi in cemento del Canberra Tennis Centre di Canberra, in Australia.

## Singolare maschile

### Teste di serie
| Nazionalità | Giocatore          | Ranking* | Testa di serie |
| ----------- | ------------------ | -------- | -------------- |
| Australia   | Jason Kubler       | 97       | 1              |
| Giappone    | Yoshihito Nishioka | 98       | 2              |
| Australia   | Jordan Thompson    | 101      | 3              |
| Australia   | Alex Bolt          | 140      | 4              |
| Australia   | Marc Polmans       | 145      | 5              |
| Giappone    | Hiroki Moriya      | 191      | 6              |
| Giappone    | Yosuke Watanuki    | 231      | 7              |
| Giappone    | Yasutaka Uchiyama  | 232      | 8              |

* Ranking al 22 ottobre 2018.

### Altri partecipanti
I seguenti giocatori hanno ricevuto una wild card per il tabellone principale:
- Jeremy Beale
- Jacob Grills
- Luke Saville
- Aleksandar Vukic

I seguenti giocatori sono passati dalle qualificazioni:
- Thomas Fancutt
- Brydan Klein
- Rubin Statham
- Francesco Vilardo

Il seguente giocatore è entrato in tabellone come lucky loser:
- Wu Tung-lin

## Singolare femminile

### Teste di serie
| Nazionalità | Giocatrice       | Ranking* | Testa di serie |
| ----------- | ---------------- | -------- | -------------- |
| Australia   | Arina Rodionova  | 161      | 1              |
| Regno Unito | Gabriella Taylor | 172      | 2              |
| Australia   | Priscilla Hon    | 185      | 3              |
| Australia   | Olivia Rogowska  | 192      | 4              |
| Australia   | Jaimee Fourlis   | 199      | 5              |
| Australia   | Ellen Perez      | 214      | 6              |
| Australia   | Destanee Aiava   | 219      | 7              |
| Regno Unito | Katy Dunne       | 228      | 8              |

* Ranking al 22 ottobre 2018.

### Altre partecipanti
Le seguenti giocatrici hanno ricevuto una wildcard per il tabellone principale:
- Alexandra Bozovic
- Seone Mendez
- Alana Parnaby
- Olivia Tjandramulia

Le seguenti giocatrici sono passate dalle qualificazioni:
- Jodie Anna Burrage
- Maddison Inglis
- Irina Ramialison
- Zuzana Zlochová

## Campioni

### Singolare maschile
Jordan Thompson ha sconfitto in finale  Nicola Kuhn con il punteggio di 6–1, 5–7, 6–4.

### Singolare femminile
Zoe Hives ha sconfitto in finale  Olivia Rogowska con il punteggio di 6–4, 6–2.

### Doppio maschile
Evan Hoyt /  Wu Tung-lin hanno sconfitto in finale  Jeremy Beale /  Thomas Fancutt con il punteggio di 7–65, 5–7, [10–8].

### Doppio femminile
Ellen Perez /  Arina Rodionova hanno sconfitto in finale  Destanee Aiava /  Naiktha Bains con il punteggio di 65–7, 6–3, [10–7]